# Nybbas

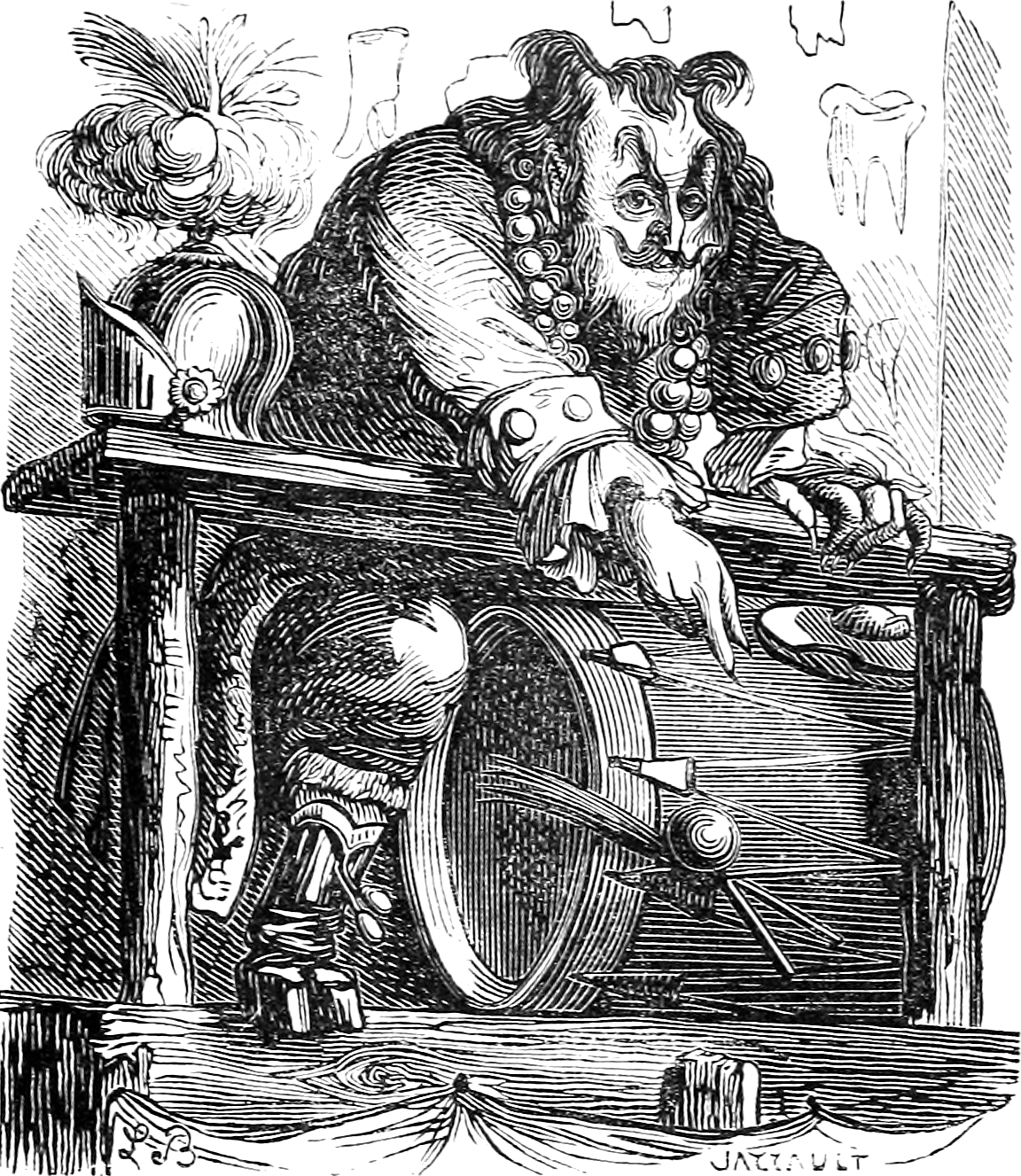
Uma ilustração para o artigo Nagates no Dictionnaire infernal de Collin de Plancy.

Nybbas é um demónio.  No Dictionnaire Infernal, diz-se que gerencia as visões e sonhos. Ele é considerado como um palhaço e um charlatão. Ele é descrito como estar sempre a sorrir. Ele é da ordem inferior, galeria superior alta do inferno.

## Similaridade com Nebahaz
O nome Nybbas tem semelhança notável com o nome "Nebahaz", um dos vários deuses de protecção individual nas cidades de Samaria, que são especificamente mencionados por nome na Bíblia, em 2 Reis  17:31. Em sua "Enciclopédia Théologique", ou Dictionnaire "… da Bíblia", Augustin Calmet, afirma que, Nebahaz e Nebachas, são o mesmo e associa-os com Nebo, um outro nome para o Deus Nabu.

## In Nomine
No RPG In Nomine, Nybbas, é o Príncipe Demônio da Mídia